# Frédéric Manoukian
 (octobre 2020).
Si vous disposez d'ouvrages ou d'articles de référence ou si vous connaissez des sites web de qualité traitant du thème abordé ici, merci de compléter l'article en donnant les références utiles à sa vérifiabilité et en les liant à la section « Notes et références ».
Pour les articles homonymes, voir Manoukian.
Frédéric Manoukian est un musicien français né le 8 septembre 1955 en région parisienne.
Pianiste, compositeur, arrangeur et chef d'orchestre, il a fondé et dirige diverses formations telles que le Frédéric Manoukian Big Band, un orchestre de 19 musiciens.